# Gaultheria bracteata
Gaultheria bracteata là một loài thực vật có hoa trong họ Thạch nam. Loài này được (Cav.) G.Don mô tả khoa học đầu tiên năm 1834.